# Carcharhinus
Carcharhinus – rodzaj dużych, drapieżnych ryb chrzęstnoszkieletowych z rodziny żarłaczowatych (Carcharhinidae). Niektóre gatunki są niebezpieczne dla człowieka.

## Rozmieszczenie geograficzne
Do rodzaju należą gatunki występujące w wodach oceanów – Spokojnego, Atlantyckiego i Indyjskiego.

## Morfologia
Długość ciała do 420 cm; masa ciała do 346,5 kg.

## Systematyka
Rodzaj zdefiniował w 1816 roku francuski zoolog i anatom Henri Marie Ducrotay de Blainville w artykule poświęconym nowemu systematycznemu podziałowi królestwa zwierząt opublikowanym w czasopiśmie Bulletin des Sciences, par la Société Philomáthique de Paris. Gatunkiem typowym jest (późniejsze oznaczenie) C. melanopterus.

### Etymologia
- Carcharhinus: gr. καρχαριας karkharias ‘gatunek rekina, żarłacz’, od καρχαρος karkharos ‘zębaty, ostrozęby’; ῥις rhis, ῥινος rhinos ‘nos, pysk’[25].
- Carcharias: gr. καρχαριας karkharias ‘gatunek rekina, żarłacz’, od καρχαρος karkharos ‘zębaty, ostrozęby’[26]. Gatunek typowy: nie wyznaczony.
- Aprion: gr. negatywny przedrostek α a ‘bez’[27]; πριων priōn, πριονος prionos ‘piła’[28]. Gatunek typowy (późniejsze oznaczenie): Carcharias (Aprion) isodon Valenciennes, 1839[22].
- Hypoprion: gr. ὑπο hupo ‘pod, poniżej’[29]; πριων priōn, πριονος prionos ‘piła’[28]. Gatunek typowy (późniejsze oznaczenie): Carcharias (Hypoprion) macloti Müller & Henle, 1839[10].
- Galeolamna: zbitka wyrazowa nazw rodzajów: Galeus Rafinesque, 1810 i Lamna Cuvier, 1816[6]. Gatunek typowy (oryginalne oznaczenie): Galeolamna greyi Owen, 1853 (= Squalus obscurus Lesueur, 1818).
- Aprionodon: rodzaj Aprion Müller & Henle, 1839; gr. οδους odous, οδοντος odontos ‘ząb’[30]. Gatunek typowy (oznaczenie monotypowe): Squalus punctatus Mitchill, 1815 (= Carcharias (Aprion) isodon Valenciennes, 1839).
- Eulamia: gr. ευ eu ‘dobry, ładny, typowy’[31]; λαμνα lamna ‘drapieżna ryba, rekin’, od λαιμος laimos ‘gardło’[32]. Gatunek typowy (oznaczenie monotypowe): Carcharias (Prionodon) milberti Valenciennes, 1839 (= Squalus plumbeus Nardo, 1827).
- Hypoprionodon: rodzaj Hypoprion Müller & Henle, 1839; gr. οδους odous, οδοντος odontos ‘ząb’[30]. Gatunek typowy (oryginalne oznaczenie): Carcharias (Hypoprion) hemiodon Valenciennes, 1839.
- Isogomphodon: gr. ισος isos ‘równy, jednakowy’[33]; γομφος gomphos ‘klin’[34]; οδους odous, οδοντος odontos ‘ząb’[30]. Gatunek typowy (oryginalne oznaczenie): Carcharias (Prionodon) oxyrhynchus Valenciennes, 1839.
- Platypodon: gr. πλατυς platus ‘szeroki’[35]; οδους odous, οδοντος odontos ‘ząb’[30]. Gatunek typowy (oryginalne oznaczenie): Carcharias (Prionodon) menisorrah Valenciennes, 1839 (= Carcharias (Prionodon) falciformis Bibron, 1839).
- Gymnorhinus: gr. ψιλος psilos ‘goły, nagi’[36]; ῥις rhis, ῥινος rhinos ‘nos, pysk’[37]. Gatunek typowy: Gymnorhinus pharaonis Hemprich & Ehrenberg, 1899 (= Carcharias (Prionodon) falciformis Bibron, 1839).
- Mapolamia: Mapo- (etymologia niejasna); gr. λαμνα lamna ‘drapieżna ryba, rekin’, od λαιμος laimos ‘gardło’[32]. Gatunek typowy (oryginalne oznaczenie): Carcharias melanopterus Quoy & Gaimard, 1824.
- Gillisqualus: Theodore Nicholas Gill (1837–1914), amerykański ichtiolog, teriolog i malakolog[13]; łac. squalus ‘gatunek ryby morskiej’[38]. Gatunek typowy (oryginalne oznaczenie): Gillisqualus amblyrhynchoides Whitley, 1934.
- Galeolamnoides: rodzaj Galeolamna Owen, 1853; gr. -οιδης -oidēs ‘przypominający’[39]. Gatunek typowy (oryginalne oznaczenie): Carcharias macrurus Ramsay & Ogilby, 1887 (= Squalus obscurus Lesueur, 1818).
- Ogilamia: James Douglas Ogilby (1853–1925), irlandzko-australijski ichtiolog[15]; gr. λαμνα lamna ‘drapieżna ryba, rekin’, od λαιμος laimos ‘gardło’[32]. Gatunek typowy (oznaczenie monotypowe): Carcharias stevensi Ogilby, 1911 (= Squalus plumbeus Nardo, 1827).
- Longmania: Heber Albert Longman (1880–1954), angielsko-australijski paleontolog i herpetolog[15]. Gatunek typowy (oryginalne oznaczenie): Carcharias (Aprion) brevipinna Valenciennes, 1839.
- Uranga: Urangan, Queensland, Australia[17]. Gatunek typowy (oryginalne oznaczenie): Uranga nasuta Whitley, 1943 (= Carcharias (Aprion) brevipinna Valenciennes, 1839).
- Uranganops: rodzaj Uranga Whitley, 1943; gr. ωψ ōps, ωπος ōpos ‘wygląd, oblicze’[40]. Gatunek typowy (oryginalne oznaczenie): Galeolamna (Uranganops) fitzroyensis Whitley, 1943.
- Lamnarius: rodzaj Lamna Cuvier, 1816; łac. przyrostek zdrabniający -ius[41]. Gatunek typowy (oryginalne oznaczenie): Carcharias spenceri Ogilby, 1910 (= Carcharias (Prionodon) leucas Valenciennes, 1839).
- Bogimba: Bogimbah, Wielka Wyspa Piaszczysta, Australia[42]. Gatunek typowy (oznaczenie monotypowe): Galeolamna (Bogimba) bogimba Whitley, 1943 (= Carcharias (Prionodon) leucas Valenciennes, 1839).
- Pterolamia: gr. πτερον pteron ‘skrzydło, płetwa’[43]; λαμνα lamna ‘drapieżna ryba, rekin’, od λαιμος laimos ‘gardło’[32]. Gatunek typowy (oryginalne oznaczenie): Squalus longimanus Poey, 1861.
- Pterolamiops: rodzaj Pterolamia Springer, 1950; gr. ωψ ōps, ωπος ōpos ‘wygląd, oblicze’[40].

### Podział systematyczny
Do rodzaju należą następujące gatunki:

- Carcharhinus acarenatus Moreno & Hoyos, 1983
- Carcharhinus acronotus (Poey, 1860)
- Carcharhinus albimarginatus (Rüppell, 1837) – żarłacz srebrnopłetwy[44]
- Carcharhinus altimus (Springer, 1950)
- Carcharhinus amblyrhynchoides (Whitley, 1934)
- Carcharhinus amblyrhynchos (Bleeker, 1856) – żarłacz rafowy[45]
- Carcharhinus amboinensis (Müller & Henle, 1839)
- Carcharhinus borneensis (Bleeker, 1858)
- Carcharhinus brachyurus (Günther, 1870) – żarłacz miedziany[44]
- Carcharhinus brevipinna (Valenciennes, 1839)
- Carcharhinus cautus (Whitley, 1945)
- Carcharhinus cerdale Gilbert, 1898
- Carcharhinus coatesi (Whitley, 1939)
- Carcharhinus dussumieri (Valenciennes, 1839)
- Carcharhinus falciformis (Bibron, 1839) – żarłacz jedwabisty[45]
- Carcharhinus fitzroyensis (Whitley, 1943)
- Carcharhinus galapagensis (Snodgrass & Heller, 1905) – żarłacz galapagoski[46]
- Carcharhinus hemiodon (Valenciennes, 1839)
- Carcharhinus humani White & Weigmann, 2014
- Carcharhinus isodon (Valenciennes, 1839)
- Carcharhinus japonicus Temminck & Schlegel, 1850
- Carcharhinus leiodon Garrick, 1985
- Carcharhinus leucas (Valenciennes, 1839) – żarłacz tępogłowy[47]
- Carcharhinus limbatus (Valenciennes, 1839) - żarłacz czarnopłetwy[47]
- Carcharhinus longimanus (Poey, 1861) – żarłacz białopłetwy[48]
- Carcharhinus macloti (Müller & Henle, 1839)
- Carcharhinus melanopterus (Quoy & Gaimard, 1824)
- Carcharhinus obscurus (Lesueur, 1818) – żarłacz ciemnoskóry[48]
- Carcharhinus obsolerus White, Kyne & Harris, 2019
- Carcharhinus oxyrhynchus (Valenciennes, 1839)
- Carcharhinus perezi (Poey, 1876) – żarłacz karaibski[46]
- Carcharhinus plumbeus (Nardo, 1827) – żarłacz brunatny[49]
- Carcharhinus porosus (Ranzani, 1839)
- Carcharhinus sealei (Pietschmann, 1913)
- Carcharhinus signatus (Poey, 1868)
- Carcharhinus sorrah (Valenciennes, 1839)
- Carcharhinus tilstoni (Whitley, 1950)
- Carcharhinus tjutjot (Bleeker, 1852)

## Hybrydy
Żarłacz czarnopłetwy i Carcharhinus tilstoni krzyżują się w warunkach naturalnych.